# Neocentropogon
Neocentropogon is een geslacht van straalvinnige vissen uit de familie van schorpioenvissen (Scorpaenidae). Het geslacht is voor het eerst wetenschappelijk beschreven in 1943 door Matsubara.

## Soorten
- Neocentropogon aeglefinus (Weber, 1913)
- Neocentropogon affinis (Lloyd, 1909)
- Neocentropogon japonicus Matsubara, 1943
- Neocentropogon mesedai Klausewitz, 1985
- Neocentropogon profundus (Smith, 1958)
- Neocentropogon trimaculatus Chan, 1966